# 西ノ京円町
西ノ京円町（にしのきょうえんまち）は、京都市中京区の町名。路線バスの停留所名としても用いられている。町名に冠される広域地名「西ノ京」を除いた「円町」の名称は、丸太町通と西大路通の交差点名（円町交差点）やJRの駅名（円町駅）として用いられており、かつて敷設されていた京都市電の停留所名としても用いられていた。
西ノ京円町の郵便番号は604-8463、令和2年国勢調査による2020年10月1日時点の人口は326人、世帯数は210世帯である。
西ノ京円町と町名に方位を付けた町については以下のとおり。
| 町名         | 郵便番号 | 人口  | 世帯数  |
| ------------ | -------- | ----- | ------- |
| 西ノ京円町   | 604-8463 | 326人 | 201世帯 |
| 西ノ京北円町 | 604-8462 | 301人 | 178世帯 |
| 西ノ京西円町 | 604-8465 | 95人  | 58世帯  |
| 西ノ京南円町 | 604-8464 | 416人 | 269世帯 |

## 地理
京都市中京区北西部の公称町であり、京都市内の自治区分の単位である元学区（学区）では朱雀第八学区に位置する。
いずれも主要な京都市内の通りである西大路通と丸太町通の交差点を町域に含み、町名に冠される広域地名「西ノ京」を除いた「円町」が交差点名に用いられている（円町交差点）。
北側は西ノ京北円町、西側は西ノ京西円町、南側は西ノ京南円町、東側は南流する紙屋川（天神川）を隔てて西ノ京上平町と西ノ京西鹿垣町に接している。
同町の町名に方位を付けた町として、西ノ京北円町・西ノ京西円町・西ノ京南円町があるが、これらは土地区画整理事業により、西ノ京円町の区域をもとにして新たに起こされた町である。

### 小・中学校の通学区域
市立小・中学校に通う場合の通学区域は、京都市立朱雀第八小学校および京都市立北野中学校である。

## 歴史
平安京では右京（朱雀大路から西側）に位置し、概ね右京一条二坊十二・十三町および右京二条二坊九・十六町にあたる。
町名に冠する「西ノ京」は元々は右京の別名であり、中世では北野天満宮の領地を指していうようになり、村名（西京村・西ノ京村）として近世にも用いられた。
豊臣秀吉が京都に築いた御土居の最西部にある突出部、いわゆる「御土居の袖」の内側に含まれる位置にある。
葛野郡西ノ京村が、町村制の施行に際し1889年（明治22年）に聚楽廻、壬生村と合併し、葛野郡朱雀野村大字西ノ京となると、葛野郡西ノ京村字円町は葛野郡朱雀野村大字西ノ京字円町となった。
字域には、1897年（明治30年）に京都鉄道（後の山陰本線）が通ったが、駅は100年以上後の2000年（平成12年）まで設置されることはなかった。
1912年（大正7年）に葛野郡朱雀野村が京都市下京区（当時）に編入され、朱雀野村大字西ノ京字円町が京都市下京区西ノ京円町となり、1929年（昭和4年）の中京区分区により京都市中京区西ノ京円町となった。
1928年（昭和3年）に市区改正設計により、丸太町通・西大路通が新設され、市電（丸太町線・西大路線）が敷設されると、地域には多くの家が建ち始め、街としての様相をみせるようになった。
西ノ京円町が位置する元学区である朱雀第八学区は、1941年（昭和16年）に朱雀学区が8つに分かれることで現在の区域となった。この朱雀学区は、1912年（大正7年）に葛野郡朱雀野村が京都市に編入された際に設置された下京第34学区が、1929年（昭和4年）に小学校名により改称されたものである。
1960年代には丸太町通が西に延長されることにより、地域は飛躍的な発展を遂げた。
市電は1976年（昭和51年）に丸太町線が廃止され、1978年（昭和53年）には全廃されたが、当地の交通の結節点としての役割に変わりはなく、2000年（平成12年）にはJRの駅（円町駅）も設置され、交通の利便性がさらに高まることになった。

### 沿革

#### 町名・町域など
- 1889年（明治22年） - 町村制の施行にあたり、西ノ京村が聚楽廻、壬生村と合併し、朱雀野村の大字となった[4]。
- 1918年（大正7年） - 朱雀野村が西院村の一部と共に京都市下京区（当時）に編入され、下京第34学区が置かれた。旧朱雀野村大字西ノ京は同学区内で西ノ京を冠する51の町となった[5]。
- 1929年（昭和4年） - 上京区・下京区から、左京区・中京区・東山区が分区されると中京区に属し、京都市中京区西ノ京円町となった。学区名が小学校名により改称され、下京第34学区から、中京区の朱雀学区となった[6]。
- 1941年（昭和16年） - 朱雀学区が8つに分けられ、西ノ京円町は朱雀第八学区に含められた[7]。
- 1950年（昭和25年） - 西ノ京北部土地区画整理事業により、西ノ京北円町、西ノ京西円町設置[8]
- 1967年（昭和42年） - 西第四地区土地区画整理事業により、西ノ京南円町設置[9]

#### その他
- 1928年（昭和3年）
  - 5月31日 - 丸太町通（千本通・西大路通間）竣工
  - 6月15日 - 京都市電丸太町線西ノ京円町（後に円町と改称）・千本丸太町開業（丸太町線全線開業は1930年（昭和5年）3月2日）
- 1928年（昭和3年）11月5日 - 京都市電西大路線西ノ京円町・西大路四条開業
- 1929年（昭和4年）2月6日 - 西大路通（四条通・丸太町通間）竣工
- 1935年（昭和10年）12月5日 - 西大路通（下ノ下立売通・丸太町通間）竣工
- 1943年（昭和18年）10月1日 - 白梅町・西ノ京円町開業（西大路線全線開業）
- 1966年（昭和41年） - 丸太町通が西ノ京円町から妙心寺前交差点まで西に延伸（1970年（昭和45年）にはさらに右京区嵯峨釈迦堂大門町まで延伸。）
- 1976年（昭和51年）4月1日  - 市電丸太町線全線廃止
- 1978年（昭和53年）10月1日 - 市電全線廃止
- 2000年（平成12年）9月23日 - 山陰本線（嵯峨野線）の二条駅・花園駅間の複線化とともに円町駅が開業

## 交通

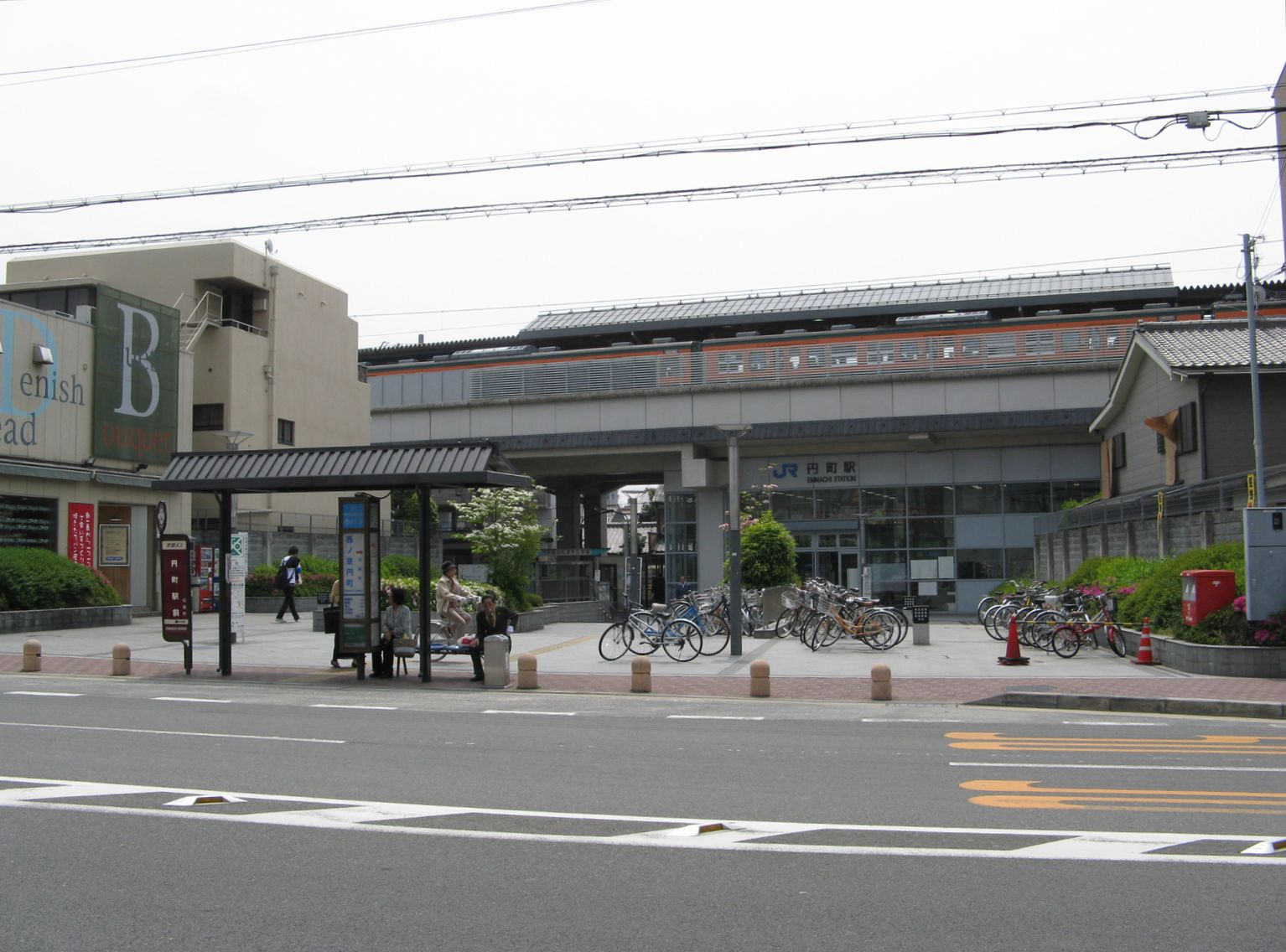
円町駅北口（2008年4月）

### 鉄道
- JR山陰本線（嵯峨野線） 円町駅

### 路線バス
- 京都市営バス・京都バス・西日本JRバス 西ノ京円町停留所

（運行系統については、「円町駅#バス路線」を参照。）

### 道路

#### 南北の通り
- 西大路通

#### 東西の通り
- 丸太町通